# Eric Lomba
Pour les articles homonymes, voir Lomba.
Eric Lomba, né le 9 mars 1969 à Liège, est un homme politique belge, membre du Parti Socialiste. Bourgmestre de Marchin (en province de Liège) de 2001 à 2020, il est député au Parlement wallon du 14 octobre 2020 au 8 juin 2024 et au Parlement de la Communauté française de Belgique du 21 octobre 2020 au 8 juin 2024.

## Biographie
Eric Lomba est né le 9 mars 1969 à Liège, d'un père docteur en médecine et d'une mère femme au foyer. Il a vécu les sept premières années de sa vie à Liège, avant que sa famille ne décide de se réinstaller dans la maison de sa grand-mère paternelle, dans son village d'origine : Marchin, dans le Condroz liégeois.
Il est diplômé de l'Université libre de Bruxelles, où il a décroché une licence (master) en sciences politiques (orientation administration/services publics) après avoir passé sa scolarité à l'Athénée Royal Prince Baudouin, à Marchin. 
Sur le plan professionnel, Eric Lomba est un fonctionnaire de la Région wallonne. De 1995 à 1999, il a été collaborateur parlementaire du Député Marc Melin. De 2011 à 2012, il a été secrétaire du Centre public d'action sociale (CPAS) de Nandrin,. Il a par ailleurs été membre du cabinet de plusieurs ministres wallons : de 2004 à 2006 auprès de Philippe Courard (ministre des Affaires intérieures et de la Fonction publique au sein du gouvernement Van Cauwenberghe II), de 2006 à 2007 auprès de Christiane Vienne (ministre de la Santé, de l’Action sociale et de l’Égalité des chances au sein du gouvernement Di Rupo II), fin 2007 auprès de Paul Magnette (ministre de la Santé, de l'Action sociale et de l'Égalité des Chances au sein du gouvernement Demotte I) et de 2007 à 2009 auprès de Marc Tarabella (ministre de la Formation au sein du même gouvernement).

## Parcours politique
C'est au cours de ses études que son engagement politique a débuté. Il s'affilie au Parti socialiste en 1988 et est élu vice-président des Jeunes socialistes de la Fédération Huy-Waremme avant de se présenter pour la première fois à un scrutin local, aux élections communales de 1994.

### Au niveau communal

#### Conseiller communal et échevin
Aux élections communales d'octobre 1994, Eric Lomba a été élu pour le PS en tant que conseiller communal de Marchin, mandat pour lequel il a prêté serment le 30 janvier 1995. Depuis ce jour jusqu'au scrutin communal suivant (2000), il a été échevin de la Jeunesse, de la Culture et des Sports. À la suite des élections communales du 13 octobre 2024, il prête serment en tant que 1er échevin le 2 décembre de la même année.

#### Bourgmestre
Son résultat électoral de 2000 lui permet d'accéder au mayorat en janvier 2001. Il a ensuite de nouveau été désigné bourgmestre lors des trois élections suivantes, en 2006, 2012 et 2018. En octobre 2020, en raison des règles de décumul, en vigueur en Wallonie, il a dû démissionner de son poste de bourgmestre lorsqu'il est devenu député régional et communautaire, mais a toutefois conservé son mandat de conseiller communal, ce dernier n'étant pas concerné par le décret « décumul ».

### Au niveau provincial

#### Conseiller provincial
Parallèlement aux élections communales, Eric Lomba s'est présenté, toujours pour le Parti socialiste (PS), aux élections provinciales (Province de Liège) de 2012, qui lui ont permis d'être élu conseiller provincial. Ce mandat a été renouvelé lors des élections suivantes, en 2018, où il a obtenu le meilleur score de toute la Province, tous partis confondus,. Le 6 décembre 2024, il est reconduit en tant que Conseiller provincial pour la liste PS, et devient chef de groupe des élus socialistes, après avoir échoué à devenir député provincial.

### Au niveau régional et communautaire

#### Député au Parlement de Wallonie
Le 14 octobre 2020, Eric Lomba est devenu membre du Parlement wallon pour la circonscription Huy-Waremme, succédant à Christophe Collignon, devenu ministre wallon. Il y est membre effectif de la Commission chargée de Questions européennes, de la Commission de la Comptabilité, de la Commission du Logement et des Pouvoirs locaux, de la Commission de l'Énergie, du Climat et de la Mobilité, ainsi que de la sous-Commission du Contrôle de la Commission wallonne pour l'énergie (CWaPE). Il est également membre suppléant de la Commission de l’Environnement, de la Nature et du Bien-être animal, ainsi que de la Commission d'enquête parlementaire chargée d'examiner les causes et d'évaluer la gestion des inondations de juillet 2021 en Wallonie. Il n'est pas réélu lors du scrutin du 9 juin 2024, son mandat se termine donc le 8 juin.

#### Député au Parlement de la Communauté française de Belgique (Fédération Wallonie-Bruxelles)
Le 21 octobre 2020, Eric Lomba a prêté serment en tant que membre du Parlement de la Communauté française. Il est membre titulaire de la Commission des Affaires générales, des Relations internationales, du Règlement et du Contrôle des communications des membres du Gouvernement ainsi que de la Commission de l'Enfance, de la Santé, de la Culture, des Médias et des Droits des femmes, et est membre suppléant de la réunion conjointe de la Commission de l'Enseignement supérieur, de l'Enseignement de promotion sociale, de la Recherche, des Hôpitaux universitaires, des Sports, de la Jeunesse, de l'Aide à la jeunesse, des Maisons de justice et de la Promotion de Bruxelles et de la Commission de l'Éducation, et de la sous-Commission de l'Éducation sur les états généraux de l'immersion. Il n'est pas réélu lors du scrutin du 9 juin 2024, son mandat se termine donc le 8 juin.

## Mandats dérivés

### Groupe d'Action Locale «Pays des Condruses»
En 2008, Eric Lomba a été l'un des porteurs du projet de supracommunalité « Pays des Condruses », du nom d'un Groupe d'action locale (GAL) regroupant neuf communes du Condroz liégeois que sont Anthisnes, Clavier, Ferrières, Hamoir, Marchin, Modave, Nandrin, Ouffet et Tinlot afin de mener conjointement des projets portant sur la mobilité, le tourisme, l'énergie, l'agriculture, la gestion de l'eau, l'aménagement du territoire et la solidarité. Il en assure la présidence.

### Fédération Huy-Waremme du Parti Socialiste
En octobre 2019, Eric Lomba a été élu vice-président de la Fédération Huy-Waremme du Parti socialiste.

### Meuse-Condroz-Hesbaye (MCH)
Le 16 décembre 2020, Eric Lomba a été élu président de l'ASBL Meuse-Condroz-Hesbaye (organisme de développement économique), succédant ainsi à Christophe Collignon, démissionnaire,.